# شاپرکیان جغدی
شاپرکیان جغدی (به لاتین: Noctuinae) یک زیرخانواده از خانوادهٔ شاپرکان جغدی است. لارو بسیاری از گونه‌ها از ریشه یا ساقه علف‌های مختلف تغذیه می‌کنند. برخی از آن‌ها تغذیه‌گر عمومی هستند که آن‌ها را به آفات بالقوه تبدیل می‌کند.
رده‌بندی Noctuid در حالت شارش است. فهرست تبارها موقتی است و گروه‌های دیگر اکنون متمایزتر در نظر گرفته می‌شوند (مانند Hadeninae) در گذشته در اینجا گنجانده شده بود. به همین ترتیب، به عنوان مثال، اعتبار تبار Xestiini مشکوک است.

## تبارها
فهرست تبارها بر اساس کیگان و همکاران (۲۰۲۱) و itis
Actinotiini Beck, 1996
Apameini Guenée, 1841
Arzamini Grote, 1883
Caradrinini Boisduval, 1840
Dypterygiini Forbes, 1954
Elaphriini Beck, 1996
Episemini Guenée, 1852
Eriopygini Fibiger & Lafontaine, 2005
Glottulini Guenée, 1852
Hadenini Guenée, 1837
Leucaniini Guenée, 1837
شاپرک‌جغدی‌تباران Latreille, 1809
Orthosiini Guenée, 1837
Phlogophorini Hampson, 1918
Phosphilini Poole, 1995
Prodeniini Forbes, 1954
Pseudeustrotiini Beck, 1996
Tholerini Beck, 1996
Xylenini Guenée, 1837

## نگارخانه

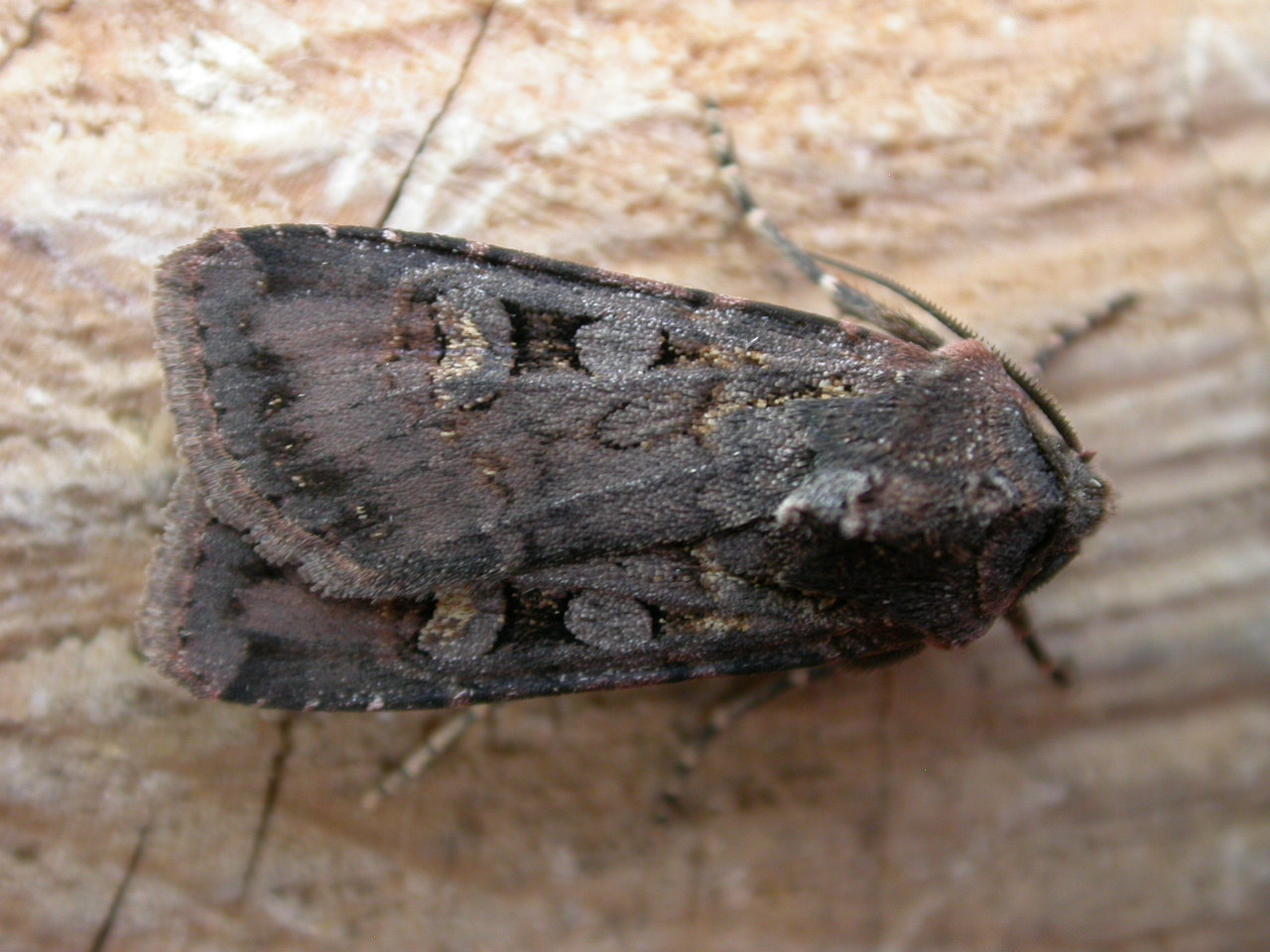
دارت باغی (Euxoa nigricans)
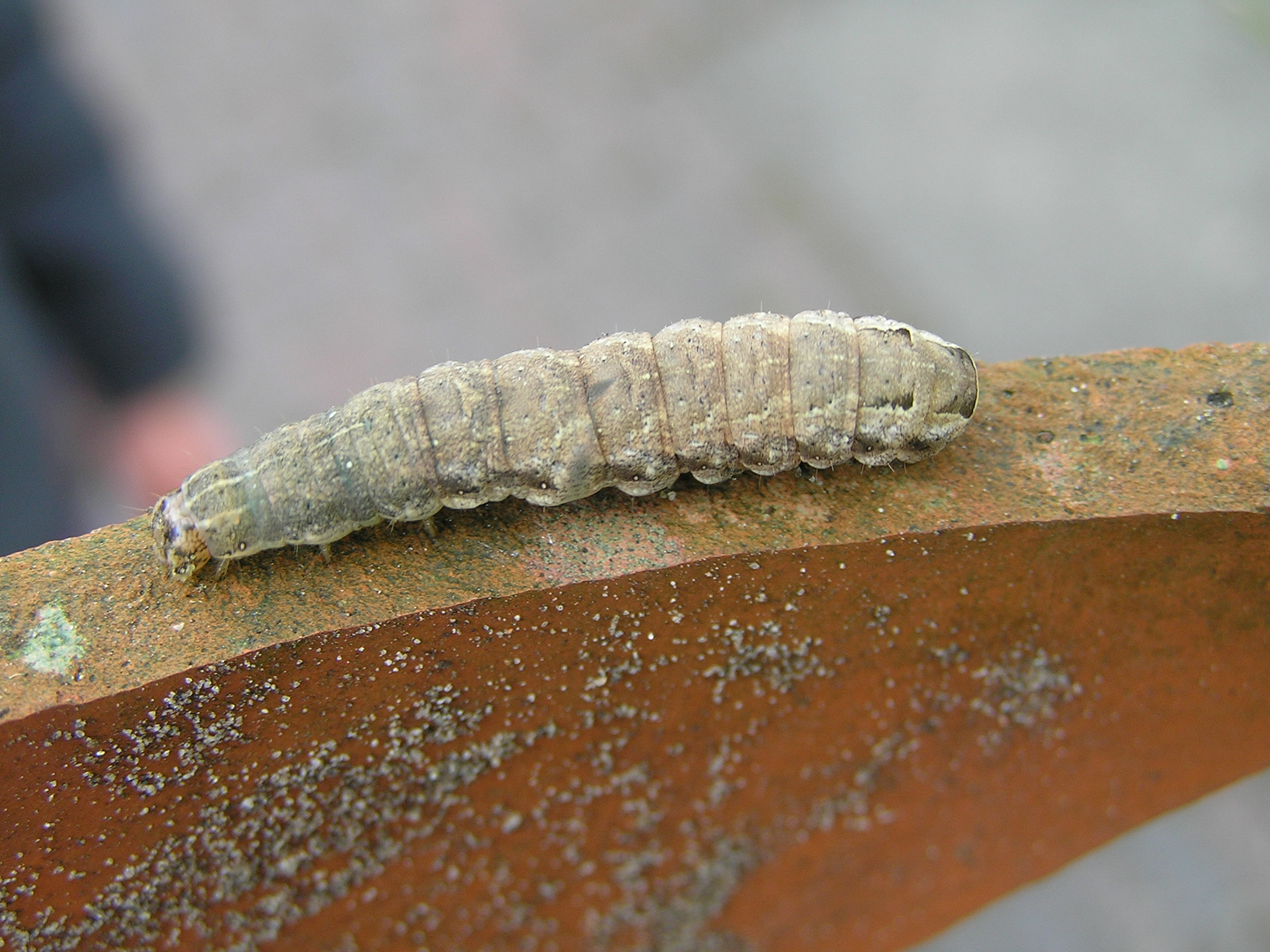
کرم پیله‌ساز دوخال‌مربعی (Xestia triangulum)
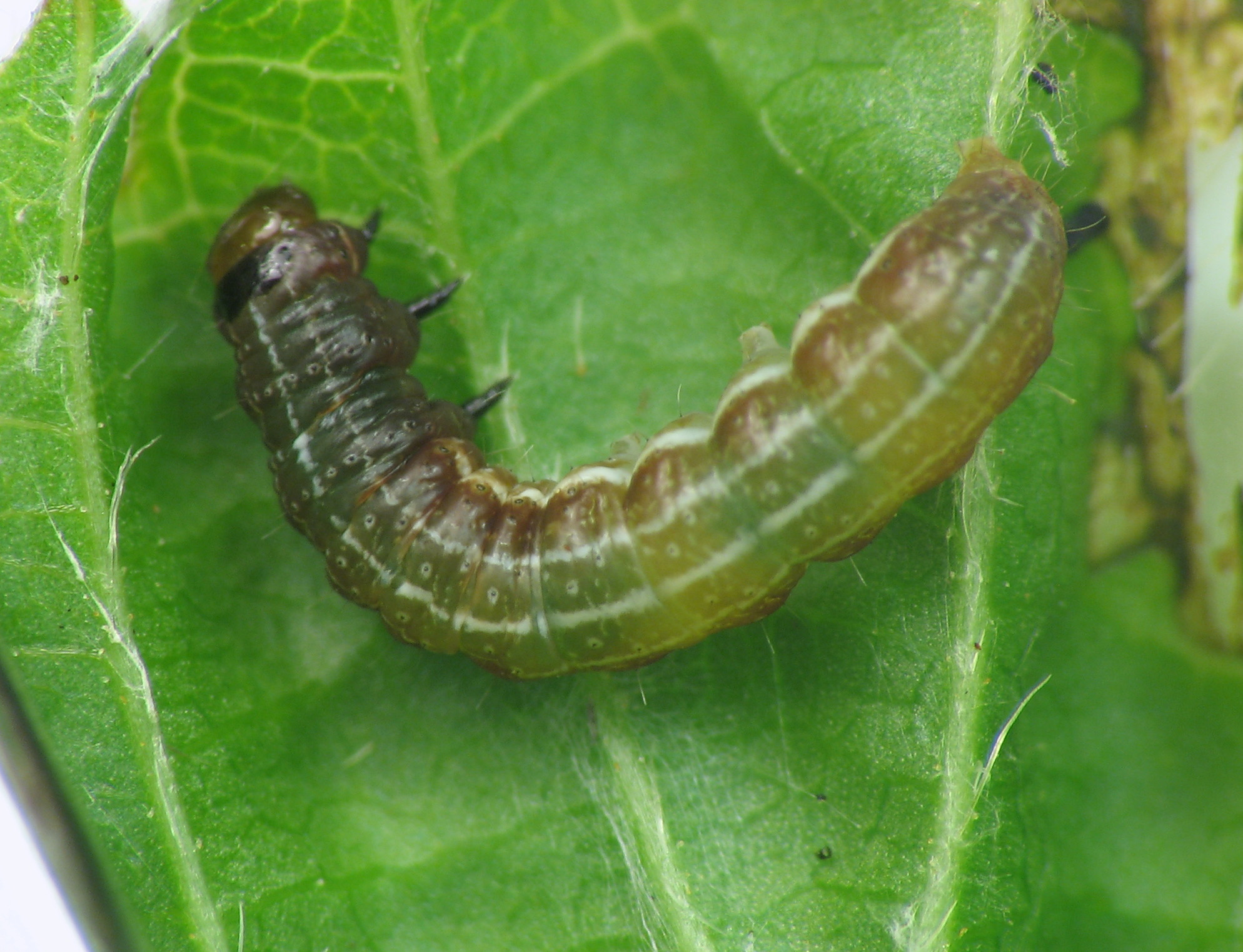
Eupsilia sp.، سن اولیه
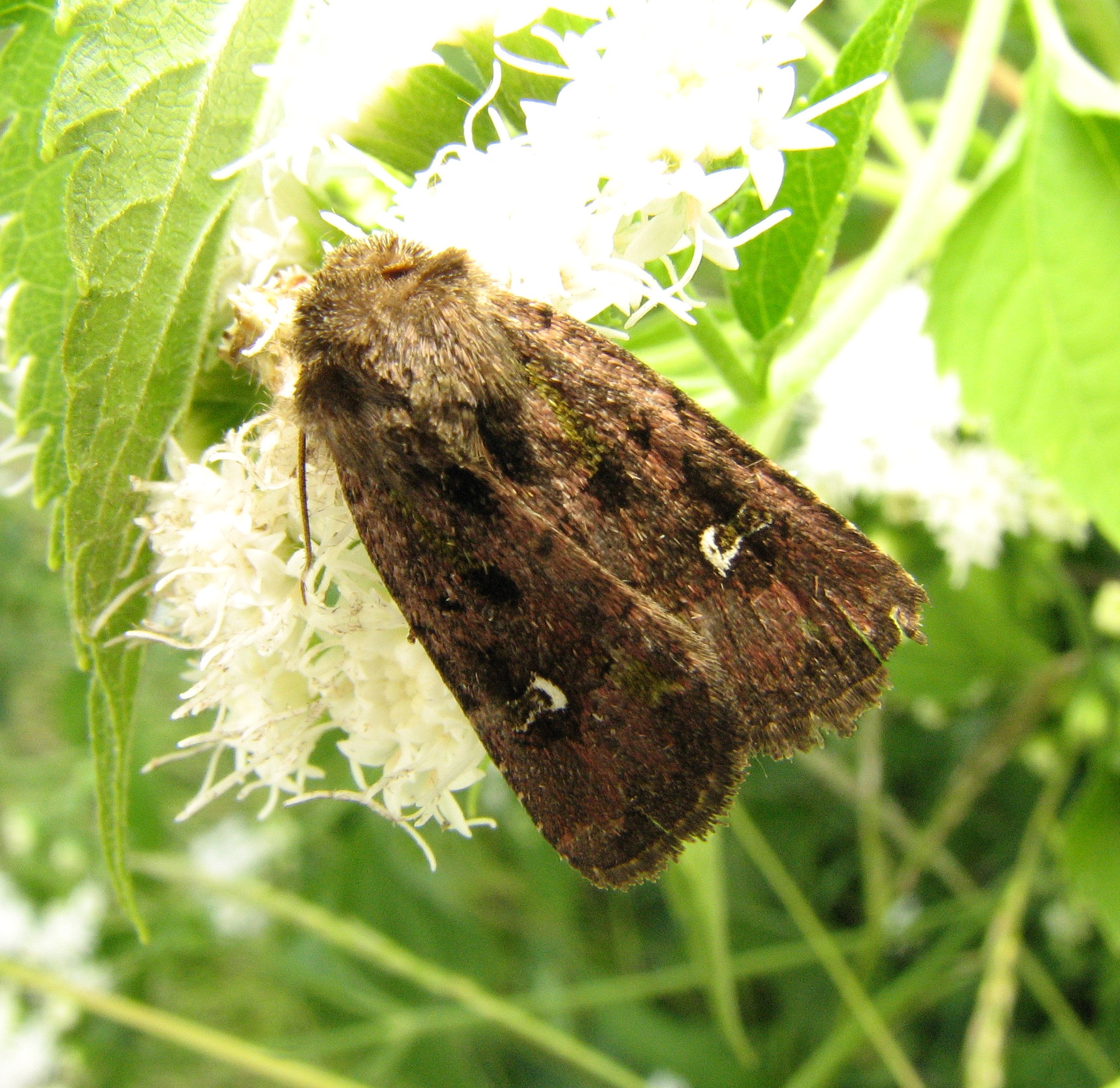
Lacinipolia renigera